# Corey Reynolds
Pour les articles homonymes, voir Reynolds.
Corey Reynolds, né le 3 juillet 1974 à Richmond, est un acteur américain.

## Biographie
Reynolds est né à Richmond, en Virginie, où il a fréquenté la Monacan High School avant de déménager en Californie pour poursuivre sa carrière d'acteur. Il a fait ses débuts au parc de loisirs Kings Dominion en se produisant dans divers spectacles. Alors qu'il vivait en Californie, il a participé à une production itinérante de la revue Smokey Joe's Cafe, ainsi qu'à la tournée de Saturday Night Fever. Après cette production, il est allé à New York et a auditionné pour divers spectacles. Il a été choisi pour faire partie de l'ensemble de Hairspray, puis s'est vu proposer le rôle de Seaweed après trois lectures. Pour ce rôle, il a été nommé aux Tony Awards et aux Drama Desk Awards,en tant que meilleur acteur dans une comédie musicale.
Il participe à FBI : Portés disparus et à la série Le Protecteur avant de prendre son rôle dans The Closer.
Reynolds est apparu dans des films tels que Le Terminal, L'Escadron Red Tails et NWA: Straight Outta Compton. Il incarne le shérif Mike Thompson dans la comédie dramatique Resident Alien.

## Filmographie
- 2003 : Eve : Malcolm 'Khalif' Davis (épisodes "The Talk")
- 2003 : Le Protecteur (The Guardian) : Robert Bridge (épisodes "Let's Spend the Night Together" et "Let God Sort 'Em Out")
- 2004 : Le Terminal (The Terminal) : Waylin
- 2005 : FBI : Portés disparus (Without A Trace) : Damon Ferris (épisode "Penitence")
- 2005 : Partner(s) (it) : William
- 2005-2012 : The Closer : L.A. enquêtes prioritaires (The Closer) : Sergent (puis inspecteur) David Gabriel
- 2007 : Les Experts : Miami (CSI: Miami) : Steve Gryson (épisode "Bloodline")
- 2007 : Private Practice : Ray (épisode "In Which Charlotte Goes Down the Rabbit Hole")
- 2009 : NCIS : Enquêtes spéciales (NCIS) : Lieutenant Commandant Aaban El-Sayad (épisode "Faith")
- 2011 : The Wereth Eleven : le narrateur
- 2015 : NWA: Straight Outta Compton (Straight Outta Compton) de F. Gary Gray : DJ Lonzo Williams
- 2017 : NCIS : Los Angeles : Agent Duke Morgan (Agent de l'ATF)
- 2017-2018 : Esprits criminels : Phil Brooks (épisode 7 de la saison 13 et épisode 6 de la saison 14)
- 2017 : Chicago Police Department : Steve Burns (1 épisode)
- 2017 : SEAL Team : Scott Patton
- 2019-2020 : All American : Cliff Mosley (5 épisodes)
- 2019 : The Red Line :	Harrison Brennan (3 épisodes)
- 2021–2025 : Resident Alien : Shérif Mike Thompson (44 épisodes)